# Chris Sørensen
Chris Sørensen (né le 27 juillet 1977 à Randers au Danemark) est un joueur  de football danois.
Il évolue actuellement au poste d'arrière gauche pour le club danois du Randers FC.

## Biographie

### Carrière internationale
Chris Sørensen fait ses débuts internationaux le 29 janvier 2006 en match amical contre Hong Kong, victoire (3-0).
Il obtient sa première sélection en compétition officielle le 17 octobre 2007 contre la Lettonie en match de qualification pour l'Euro 2008, victoire (3-1).

## Palmarès
OB Odense
- Vainqueur de la Coupe du Danemark (1) : 2007